# Pogwarki
Pogwarki (ros. Печки-лавочки) – radziecka komedia obyczajowa z 1972 roku w reżyserii Wasilija Szukszyna.

## Fabuła
Przodujący traktorzysta kołchozu – Iwan Rastorgujew – wraz z żoną Niurą wyjeżdża do sanatorium na Krymie. Podczas długiej podróży pociągiem, przychodzi im spotkać się z różnego rodzaju ludźmi. Ze względu na prostoduszność i brak obycia „w świecie” pary prowincjuszy, spotkania te na ogół doprowadzają do szeregu zabawnych nieporozumień – swoistej komedii pomyłek. I tak, sprzeczka Iwana ze współpasażerem, staje się powodem interwencji milicji w przedziale. Po raz kolejny milicja interesuje się parą kołchoźników gdy okazuje się, że zaprosili oni do swojego przedziału złodzieja walizek, który przedstawił się im jako „inżynier konstruktor kolei żelaznych ze specjalnością lotniczą”. Pomni złych doświadczeń z oszustami, Iwan i Niura z daleko idącą ostrożnością przyjmują w swoim przedziale kolejnego pasażera, który przedstawia się im jako profesor językoznawca z Moskwy. Wkrótce jednak początkowa nieufność znika, za sprawą podróżujących tym samym wagonem przypadkowych studentów, którzy potwierdzają tożsamość profesora, znanego im z telewizji. Poczciwy, stary językoznawca, ujęty naturalnością Rastorgujewów, zaprasza Iwana i Niurę do swojego mieszkania w Moskwie, gdzie para kołchoźników ma okazję zobaczyć „kawałek wielkiego świata” w radzieckiej metropolii. Kiedy wreszcie docierają do sanatorium, okazuje się, że tylko Iwan ma formalne skierowanie, Niura przyjechała „na przystawkę”. Nieudolna próba wręczenia za radą żony małej łapówki dyrektorowi sanatorium przez Iwana jest kolejnym przykładem kompletnego niezrozumienia realiów świata jaki otacza parę ludzi z prowincji. W końcu jednak osiągają oni cel swojej długiej podróży i obydwoje udanie spędzają czas – Iwan w sanatorium, a Niura na prywatnej kwaterze.

## Obsada
- Wasilij Szukszyn – Iwan  Rastorgujew
- Lidija Fiedosiejewa-Szukszyna – Njura
- Wsiewołod Sanajew – profesor językoznawca
- Gieorgij Burkow – złodziej w pociągu
- Zinowij Gerdt – przyjaciel profesora
- Iwan Ryżow – konduktor
- Stanisław Lubszyn – syn profesora
- Wadim Zacharczenko – podróżny z przedziału, z którym Rastorgujewowie wdali się w awanturę
- Jelizawieta Uwarowa – żona profesora
- Lubow Myszewa – synowa profesora
- Lubow Sokołowa – konduktorka
- Wiktor Filippow – milicjant
- Alieksiej Łoktiew – śledczy
- Jurij Filimonow – lekarz w sanatorium
- Walentina Kucenko – pacjentka sanatorium
- Lieonid Jengibarow – mim, gość u profesora
- Boris Markow – flisak Boria
- Wadim Spiridonow – Waśka Czułkow
- Ludmiła Zajcewa – Ludmiła, siostra Iwana
- Swietłana Skripkina – matka Njury
- Ksenia Minina – żona Waśki Czułkowa
- Jelena Sanajewa – podróżna w pociągu
- Pantelejmon Krymow – mieszkaniec wioski Rastorgujewów
- Anatolij Zabłocki – mieszkaniec wioski Rastorgujewów
- Natalia Gwozdikowa – Natasza, studentka w pociągu
- Marija Szukszyna – córka Rastorgujewów
- Olga Szukszyna – córka Rastorgujewów

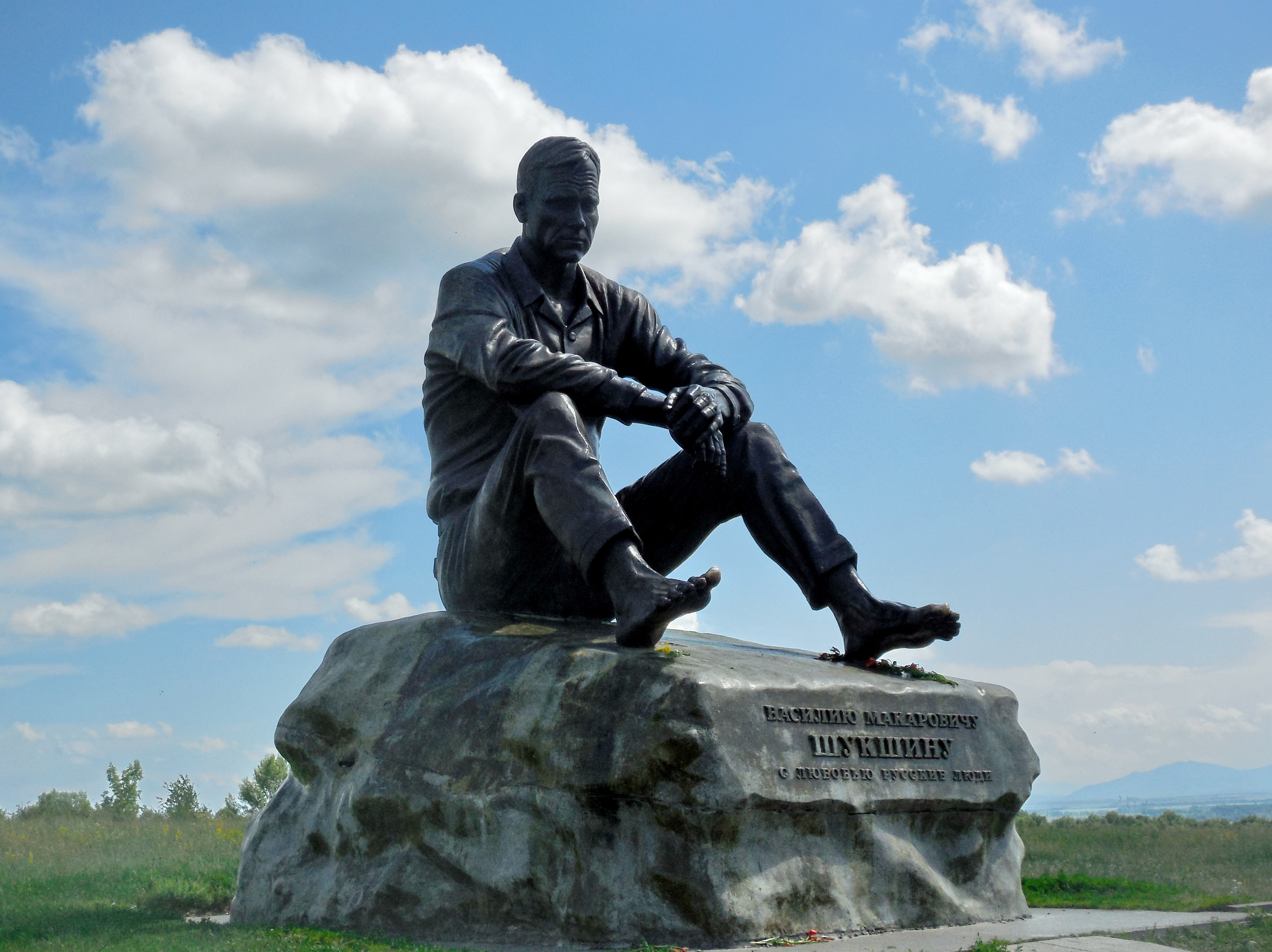
Pomnik Wasilija Szukszyna na wzgórzu Piket, niedaleko jego rodzinnej wsi Srostki, ukazujący go w ostatniej scenie filmu – miejscu, gdzie była filmowana

i inni.

## O filmie
Pogwarki był kolejnym, w pełni autorskim (scenariusz i reżyseria) filmem Wasilija Szukszyna, do pracy nad którym, przystąpił jako doświadczony i uznany twórca filmowy. Po raz kolejny nawiązywał on w nim do motywu "nieprzystosowania" głównego lub głównych bohaterów do otaczającego ich środowiska. Podobnie jak w jego wcześniejszych filmach Wasz syn i nasz brat, Kalina czerwona, ukazał w nim modelową konfrontację ludzi wsi ze środowiskiem miejskim.
Obraz spotkał się z uznaniem  krytyków i przeciętną oglądalnością (17 mln widzów). Ci pierwsi widzieli w nim swoisty "fenomen Szukszyna", opary na "połączeniu dramatu z komedią, kipiącego witalizmu, wiary w życie – z nutą nostalgii, odczuciem transtendencji...".
Sam Szukszyn uważał ten film, obok Kaliny czerwonej, za swoje najbardziej dojrzałe i osobiste dzieło. Poświęcił mu wyjątkowo dużo pracy i starań – zdjęcia do filmu rozpoczęto dopiero w pięć lat po napisaniu scenariusza (1967–1972). Największym problemem dla Szukszyna podczas pracy nad swoim działem okazała się być cenzura. Decydentom nie podobał się główny bohater – przodownik pracy zaglądający do kieliszka i wręczający łapówki, wyjeżdżający na urlop w okresie szczytu prac polowych. Siermiężność i prostota życia na wsi, jaką pokazał Szukszyn, kolidująca z oficjalnym kursem postępowej i rozwijającej się wsi, obowiązującym w ówczesnym ZSRR, była kolejnym powodem niezadowolenia cenzorów. Ostatecznie film został dopuszczony do rozpowszechniania (w ograniczonym zakresie), a reżyser zmuszony był usunąć z niego 1/3 scen.